# Danhorse
Danhorse er en dansk traktor, som fra 1954 til 1957 blev produceret af maskinfabrikant P. Jørgensen, Skalborg og forhandlet af A/S Saxonia, København. Motor og dæk kom fra udlandet, resten af bestanddelene blev fremstillet i Danmark. 
Alle 3 modeltyper havde for ringe kapacitet til at kunne klare det forefaldende arbejde på selv de små landbrug og derfor ophørte produktionen allerede i 1957. 
Traktorens egenvægt er 1020 kg og den er opbygget på en kraftig chassisramme som fortil bærer forhjulene samt køler og motor. Der blev produceret tre forskellige typer. Den kraftigste havde en 19 hk  4 cyl. Prefekt OTA -monarc benzinmotor. Benzintanken lå højere end karburatoren og havde derfor ingen benzinpumpe. Motoren var ophængt på gummipuder for at minimere vibrationer. 
Danhorse havde 5 fremadgående gear, 1 bakgear, differentialspærring, hydraulisk løfteanordning, kraftoverføringsaksel med standard noter og standard omdrejningstal og remskive med 900 omdr. pr. minut.

## Ekstern henvisning
- Danhorse brochure (Webside ikke længere tilgængelig)